# Няня (фильм, 2020)
«Няня» — американский готический сверхъестественный фильм ужасов 2020 года, снятый Флорией Сигизмонди по сценарию Кэри У. Хейса и Чада Хейса. Это современная адаптация рассказа о привидениях 1898 года «Поворот винта»Генри Джеймса. В главных ролях Маккензи Дэвис, Финн Вулфард, Бруклин Принс и Джоэли Ричардсон. В 1994 году молодая гувернантка нанимается присматривать за двумя детьми после того, как их родители погибают.